# Gerrit van der Valk Bouman (1879-1965)
Gerrit van der Valk Bouman (Amsterdam, 25 mei 1879 – Woerden, 27 april 1967) was een Nederlands burgemeester en politicus namens de ARP.
Hij was van 2 september 1908 tot 1 november 1945 burgemeester van zowel Linschoten als Snelrewaard. Tussen 1927 en 1941 was hij tevens lid van de Provinciale Staten van Utrecht. Zijn vader en naamgenoot Gerrit van der Valk Bouman (1857-1928) was burgemeester van Leiderdorp.